# Handuppräckning
Handuppräckning är en vanligt förekommande metod använd vid olika typer av val och omröstningar. Metoden är mer precis än acklamation och tillåter samtidigt den röstberättigade att sitta kvar under omröstning. Handuppräckning används sällan vid mer officiella sammanhang, som vid parlamentsomröstningar (ett undantag är Schweiz där direktdemokrati tillämpas), men metoden har använts i äldre demokratiska system av vilka den atenska demokratin är ett exempel. Handuppräckning används idag i demokratiska sammanhang av mindre skala, till exempel vid medelstora politiska möten eller i klassrummet, där acklamation är svårapplicerat.